# Sandrine Laroza
Sandrine Laroza – francuska zapaśniczka walcząca w stylu wolnym. Srebrna medalistka mistrzostw Europy w 1988 roku.